# Джеймс Пласкетт
Гаролд Джеймс Пласкетт (18 березня 1960) – англійський шахіст i автор шахових книжок, гросмейстер від 1985 року.

## Шахова кар'єра
Першого значного успіху досягнув 1978 року, поділивши посів 2-ге місце (позаду Джонатана Спілмена, разом з Джонатана Местела) на чемпіонаті Великої Британії, який відбувся в Ері. Того самого і наступного року представляв Англію на чемпіонатах світу серед юнаків (відповідно в категоріях до 18 і 20 років). На межі 1978 i 1979 років здобув у Гронінген бронзову медаль чемпіонату Європи серед юніорів до 20 років, а в наступному розіграші того самого чемпіонату поділив 4-6-те місце. 1981 року здобув у Граці звання віце-чемпіона світу в командному заліку в категорії до 26 років. 1984 року вдруге у кар'єрі поділив 2-ге місце (позаду Найджела Шорта, разом з Джонатаном Спілменом i Марреєм Чандлером) на чемпіонаті Великої Британії, який пройшов у Брайтоні. У 1985 році виступив у Люцерні на командному чемпіонаті світу, на якому англійські шахісти здобули бронзові медалі. 1990 року здобув у Істборні звання чемпіона Великої Британії.
На міжнародних турнірах Джеймс Пласкетт досягнув, зокрема, таких успіхів:
- посів 1-ше місце в Рамсґейті (1979),
- посів 1-ше місце в Есб'єргу (1982, турнір B),
- посів 1-ше місце в Парижі (1983),
- посів 1-ше місце в Манчестері (1983),
- посів 1-ше місце в Пловдиві (1984),
- поділив 2-ге місце в Труні (1984, позаду Лева Псахіса, разом з Коліном Макнабом),
- поділив 2-ге місце в Гастінґсі (1984/85, позаду Євгена Свєшнікова, разом з Сьефаном Дьюрічем, Джоелем Бенджаміном i Джоном Федоровичем),
- поділив 1-ше місце в Ярвенпяа (1985, разом з Акселем Орнстейном i Іштваном Чомом),
- поділив 2-ге місце в Женеві (1988, за Огненом Цвітаном, разом з Бахаром Куатлі),
- поділив 1-ше місце в Дацці (1997, разом з Правіном Тіпсеєм),
- посів 1-ше місце в Хампстеді – двічі (1998, 2001),
- посів 1-ше місце в Саутенд-он-Сі – двічі (1999, 2006).

Найвищий рейтинг Ело дотепер мав станом на 1 липня 2000 року, досягнувши 2529 пунктів ділив тоді 9-10-те місце (разом зі Стюартом Конквестом) серед англійських шахістів.

## Інші інтереси
1999 року організував і відправив криптозоологічну експедицію, метою якої було знайти гігантського восьминога Octopus giganteus поблизу Бермудських Островів, однак цього не вдалося зробити. Кілька разів брав участь у телевізійних вікторинах Who Wants to Be a Millionaire?, у січні 2006 року вигравши 250.000 фунтів.

## Публікації
- The English Defence (разом з Реймондом Кіном i Джонатаном Тісдаллом), 1987 ISBN 0-7134-1322-0
- Playing To Win, 1988 ISBN 0-7134-5844-5
- The Sicilian Taimanov, 1997 ISBN 1-901259-01-3
- Sicilian Grand Prix Attack, 2000 ISBN 1-85744-291-1
- Coincidences, 2000, ISBN 0-9509441-6-5
- Can You Be A Tactical Chess Genius?, 2002 ISBN 1-85744-259-8
- The Scandinavian Defence, 2004 ISBN 0-7134-8911-1
- Starting out: Attacking Play, 2004 ISBN 1-85744-367-5
- The Queen's Bishop Attack Revealed, 2005 ISBN 0-7134-8970-7
- Catastrophe in the Opening, 2005 ISBN 1-85744-390-X

## Зміни рейтингу
| На цьому місці має відображатися графік чи діаграма, однак з технічних причин його відображення наразі вимкнено. Будь ласка, не видаляйте код, який викликає це повідомлення. Розробники вже працюють для того, щоби відновити штатне функціонування цього графіка або діаграми. | |
| | На цьому місці має відображатися графік чи діаграма, однак з технічних причин його відображення наразі вимкнено. Будь ласка, не видаляйте код, який викликає це повідомлення. Розробники вже працюють для того, щоби відновити штатне функціонування цього графіка або діаграми. |